# Karman Thandi
Karman Kaur Thandi (en hindi: करमन कौर थांडी: en hindi: करमन कौर थांडी; nacida 16 de junio de 1998) es una jugadora de tenis india. Empezó a jugar a tenis a los 8 años. Thandi tiene como mejor ranking individual de la WTA, el Núm. 196, alcanzado el 20 de agosto de 2018, y un mejor ranking de dobles, Núm. 200, en noviembre de 2018. Ha sido la 5ª mujer india  en la historia en llegar al top200 del ranking individual de la WTA.

## Carrera de tenis
Thandi es la 5ª mujer india  en la historia en llegar al top200 del ranking individual de la WTA, después de Nirupama Sanjeev, Shikha Uberoi, Sania Mirza, y Ankita Raina.
Thandi ha ganado 1 título individual y 3 de dobles en el circuito ITF.
Thandi Ha representado a la India en la Copa Federación, dónde  tiene un balance de 3-4 en individuales, y balance de 1-1 en dobles y en 2018.

## WTA 125K Series

### Dobles: 1
| Núm. | Fecha                   | Torneo              | Superficie | Pareja       | Adversarias                      | Puntuación              |
| ---- | ----------------------- | ------------------- | ---------- | ------------ | -------------------------------- | ----------------------- |
| 1.   | 18 de noviembre de 2018 | Taipei Open, Taiwán | Dura       | Ankita Raina | Olga Doroshina Natela Dzalamidze | 6–3, 5–7, [12–12], ret. |

## Títulos ITF

### Singles: 1
| Leyenda                 |
| ----------------------- |
| $100,000 torneos        |
| $80,000 torneos         |
| $60,000 torneos         |
| $25,000 torneos         |
| $10,000/$15,000 torneos |

| Núm. | Fecha               | Torneo    | Superficie | Adversario | Puntuación |
| ---- | ------------------- | --------- | ---------- | ---------- | ---------- |
| 1.   | 23 de junio de 2018 | Hong Kong | Dura       | Lu Jiajing | 6–1, 6–2   |

### Dobles: 4
| Leyenda                 |
| ----------------------- |
| $100,000 torneos        |
| $80,000 torneos         |
| $60,000 torneos         |
| $25,000 torneos         |
| $10,000/$15,000 torneos |

| Núm. | Fecha                   | Torneo            | Superficie | Socio                      | Adversarios                            | Puntuación       |
| ---- | ----------------------- | ----------------- | ---------- | -------------------------- | -------------------------------------- | ---------------- |
| 1.   | 21 de noviembre de 2015 | Gulbarga, India   | Dura       | Dhruthi Tatachar Venugopal | Prerna Bhambri Kanika Vaidya           | 1–6, 6–3, [10–7] |
| 2.   | 28 de noviembre de 2015 | Gulbarga, India   | Dura       | Dhruthi Tatachar Venugopal | Nidhi Chilumula Eetee Maheta           | 6–4, 6–7, [10–7] |
| 3.   | 25 de marzo de 2017     | Heraklion, Grecia | Clay       | Mira Antonitsch            | Olga Ianchuk Despina Papamichail       | 6–0, 6–3         |
| 4.   | 30 de noviembre de 2018 | Pune, India       | Dura       | Ankita Raina               | Tamara Zidansek Aleksandrina Naydenova | 6–2, 6-7, [11-9] |